# Comté de Peppermint-Grove
 (juin 2023).
Si vous disposez d'ouvrages ou d'articles de référence ou si vous connaissez des sites web de qualité traitant du thème abordé ici, merci de compléter l'article en donnant les références utiles à sa vérifiabilité et en les liant à la section « Notes et références ».
Le Comté de Peppermint-Grove est une zone d'administration locale sur la côte sud-est de l'Australie-Occidentale en Australie. Le comté est situé à environ 12 kilomètres au sud-est de Perth, la capitale de l'État.
C'est la plus petite zone d'administration locale d'Australie.
Le centre administratif du comté est la ville de Peppermint-Grove.
Le comté a 7 conseillers locaux et n'est pas divisé en circonscriptions.